# Trakteren
Trakteren is een woord dat doorgaans gebruikt wordt als benaming voor het uitdelen van een lekkernij ter gelegenheid van iets. Vaak is dat ter gelegenheid van een verjaardag of een jubileum. Heel algemeen is het iemand iets overhandigen zonder dat de persoon die iets krijgt daarom gevraagd heeft. Men spreekt bijvoorbeeld over "iemand trakteren op een koude douche". In Vlaanderen verstaat men onder trakteren ook het geven van een rondje op café.
Dat wat er uitgedeeld wordt bij het trakteren, wordt in de meeste gevallen een "traktatie" genoemd, ook wanneer het de spreekwoordelijke koude douche betreft. 

## Geboorte
Als er een baby is geboren wordt er in Nederland beschuit met muisjes getrakteerd. In Vlaanderen trakteert men suikerbonen.

## Trakteren op school
Op de meeste basisscholen mogen kinderen rond hun verjaardag trakteren. Vaak is dit een, door de ouders, zelf gemaakte traktatie met snoep of bijvoorbeeld fruit. Soms is het een zakje chips of een traktatiezakje met snoep. 
De kinderen gaan vaak ook de klassen rond met een traktatie voor de leerkrachten. Hierna mogen de jarige leerlingen een kaart of sticker uitzoeken.

## Trakteren op het werk
Bij veel bedrijven is het een gewoonte om te trakteren bij diverse gelegenheden. Hierbij kan worden gedacht aan een eerste werkdag, geboortes, verjaardagen of een laatste werkdag voor een vakantie.